# Перси
Пе́рси  (перс. فارسی‌زبان‎ [fɒːrsi-zæbɒːn], перс. ایرانی‎ [irɒːni], перс. فارس‎ [fɒːrs], стар. перс. پارس‎ [pɒːrs]) — один з іранських народів, пращури яких, арійці, 3,5-4 тисячі років тому заселили територію сучасного Близького Сходу (перс. Khovar-e Miyane). Сучасна назва країни Іран дослівно означає «країна аріїв». На території країни поширені три основні мовні групи: іранська (перси, бахтіяри та ін.), тюркська (азербайджанці, туркмени тощо) та семітська (араби, євреї).
Перський народ користувався різними видами писемності — клинописом (за часів правління династії Ахеменідів), пехлеві (Сасаніди) та арабським алфавітом, протягом усієї епохи ісламу.

## Етногенез та термінологія

### В давнину

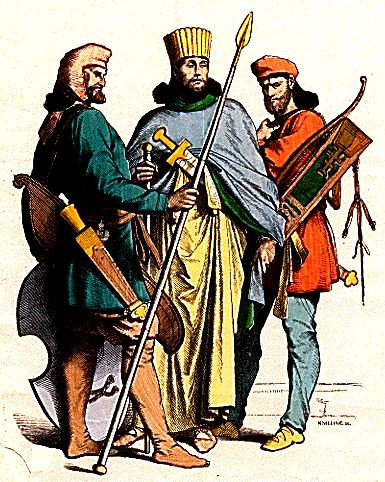
Вбрання давніх перських вельмож та солдатів

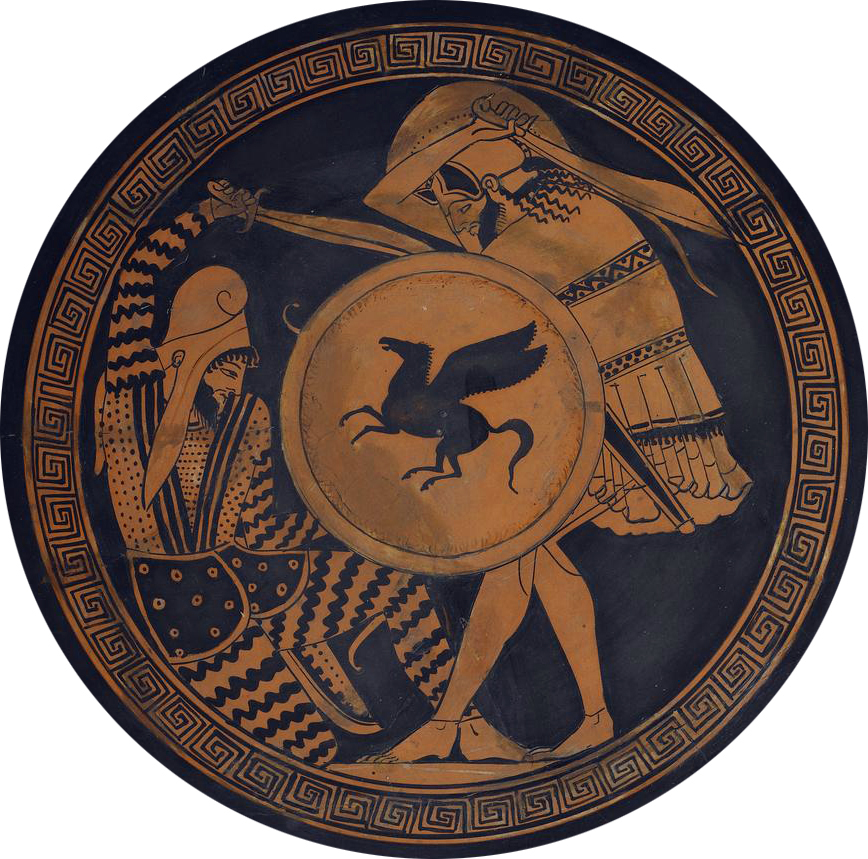
Грецький гопліт і перський воїн у бою, зображені на давньому кіліку, 5 століття до н. е.

Етнічна назва персів вперше згадується у 836 до н. е. у вигляді Parsuaš — назва однієї з областей південніше озера Урмія в архівах ассирійского царя Салманасара III.
З Парсуа веде війну у 743 до н. е. цар Тіглатпаласар I.
У 639 до н. е. Парсуа та Аншан вже згадуються як союзники Ассирії проти Еламу.
Починаючи з VII ст. етнічна назва персів (ст.-перс. pārsa-), одного із союзів іраномовних племен, які поселились на Іранському нагір'ї в результаті експансії аріїв з Середньої Азії, тісно пов'язується з регіоном Аншана на сході від власне Еламу, відомого з цього часу як Парс (Персида) — територія сучасної провінції Ірану Фарс, місця зародження перської державності та перської мови. Схоже, уже в давню епоху давньоперська мова була також розповсюджена в сусідніх регіонах: Мекрані та Кермані, населення яких (гедрозіїв та германіїв) Геродот зараховує до персів.
Походження етноніма персів невід'ємне від схожих назв інших індоіранських племен: Паршу в Рігведі ведич. parśu-), парфяни, пуштуни — з індоіран. *parśṷ(a)- букв. «бокатий», тобто «міцної статури», «богатир». Похідна з цієї назви відображається в сучасній перській پهلوان‎ [pæhlævɒːn] «богатир» (< давн.-перс. *parθavāna- < давньоіран. *parśavāna-). Разом з цим давньоперс. pārsa- — етнонім та назва країни — являють собою вріддхі-форму від цього етноніма (*pārśṷa «який відноситься до богатирського племені»).
У VI ст. до н. е. в Ахеменідській імперії перси були головним етносом, завдяки чому їхня назва стала широко відомою у Середземномор'ї (через давньогрец. Πέρσες). В аршакідський період Парс (Персида) став лише одним із регіонів імперії парфян, етнонім яких став відомий в античному світі в південно-західноіранській (древньоперській формі).
У повніший форміперський етнонім парфян проникнув і в Давню Індію — санскр. pahlava-. Починаючи з Сасанідської епохи, цією назвою в Індії почали називати самих персів.

### В сасанідську епоху
В кінці Ахеменідської епохи доіранське населення Персиди було вже персизоване, проте середньоперська мова не поширювалась за її межі і залишалась мовою місцевих правителів фратараків. Лише з піднесенням Сасанідів (III ст.) мова парса (пехл. pārsīk) стає офіційною в обширній Іранській імперії (пехл. Ērān-šahr) та мовою державної релігії зороастризму. З часом розмовна середньоперська поширюється на північ і схід, витісняючи північно-західні іранські діалекти. Так, у Хорасані до V—VI ст. вона витіснила парфянську мову. Ця експансія послужила основою формування нової персомовної спільноти, яка охоплює не окремий регіон Сасанідської імперії, а всі основні області Ірану.